# Kia Forte
O Forte é um sedan compacto da Kia. Ele divide a plataforma com o Kia Cee'd.

## Primeira Geração

### Forte Sedan (2009-?)
O Forte sedan foi desenhado pelo chefe de design da kia Peter Schreyer, antigo designer da Audi. Foi desenhado no estúdio da Kia na Califórnia.

### Kia Forte Koup (2009-?)
O modelo 2010 foi revelado em 2009 no New York Motor Show. A produção do veículo inclui escolha de um motor 2.0L DOCH 4 cilindros ou um motor de 2.4L rm linha de quatro cilindros.